# Terry Yorath
Terence Charles "Terry" Yorath, född 27 mars 1950 i Cardiff, Wales, är en walesisk före detta professionell fotbollsspelare (mittfältare) och manager. Han har varit förbundskapten för hemlandet Wales landslag liksom Libanons. Under spelarkarriären 1967-1986 spelade Yorath bland annat i Leeds United, Coventry och Tottenham Hotspur, totalt 343 ligamatcher och 16 ligamål. Han spelade även 59 landskamper, varav 42 som lagkapten, och gjorde två mål för Wales.
Efter spelarkarriären fortsatte han som manager under mer än 20 år, bland annat i Swansea City, Bradford City, Cardiff City och Sheffield Wednesday.